# Nikki Giovanni
Yolande Cornelia "Nikki" Giovanni Jr. (Knoxville, 7 juni 1943 – Blacksburg, 9 december 2024) was een Amerikaanse dichter, schrijver, commentator, activist en docent. Zij was een van de bekendste Afrikaans-Amerikaanse dichters ter wereld. Haar werk omvat poëziebundels, poëzie-opnames en non-fictie-essays en behandelt onderwerpen die uiteenlopen van ras en sociale kwesties tot kinderliteratuur. Ze won talloze prijzen, waaronder de Langston Hughes Medal en de NAACP Image Award. In 2004 werd Giovanni genomineerd voor een Grammy Award voor haar poëziealbum, The Nikki Giovanni Poetry Collection. Daarnaast werd ze genoemd als een van Oprah Winfrey's 25 'Living Legends'. Giovanni was lid van The Wintergreen Women Writers Collective.
Giovanni verwierf haar eerste bekendheid eind jaren zestig als een van de belangrijkste schrijvers van de Black Arts Movement. Beïnvloed door de burgerrechtenbeweging en de Black Power-beweging uit die tijd, biedt haar vroege werk een sterk, militant Afrikaans-Amerikaans perspectief, wat ertoe leidde dat een schrijver haar de 'Dichter van de Zwarte Revolutie' noemde. In de jaren zeventig begon ze met het schrijven van kinderboeken en was ze medeoprichter van de uitgeverij NikTom Ltd., die een uitlaatklep moest bieden aan andere Afrikaans-Amerikaanse schrijfsters. In de decennia daarna behandelde ze in haar werk maatschappelijke kwesties, menselijke relaties en hiphop. Gedichten als "Knoxville, Tennessee" en "Nikki-Rosa" zijn vaak opnieuw gepubliceerd in bloemlezingen en andere verzamelingen.
Giovanni ontving talrijke onderscheidingen en 27 eredoctoraten van verschillende hogescholen en universiteiten. Ze werd zeven keer onderscheiden met de NAACP Image Award. Een van haar meest unieke onderscheidingen was een vernoeming in 2007 van een Zuid-Amerikaanse vleermuissoort, Micronycteris giovanniae.
Giovanni was trots op haar Appalachen-afkomst en was actief om de manier waarop de wereld kijkt naar Appalachen en Affrilachiërs te veranderen.
Giovanni doceerde aan Queens College, Rutgers en Ohio State en was tot 1 september 2022 'University Distinguished Professor' aan Virginia Tech. Na de schietpartij op Virginia Tech in 2007 droeg ze een gedicht voor tijdens een herdenkingsdienst voor de slachtoffers van de schietpartij.
Giovanni kondigde in september 2022 haar pensionering aan bij Virginia Tech, nadat ze daar 35 jaar had lesgegeven. In december 2022 kende de universiteit haar de titel University Distinguished emeritus professor toe.
Op 9 december 2024 overleed Giovanni aan complicaties van longkanker in een ziekenhuis in Blacksburg, Virginia. Ze is 81 geworden.

## Schrijver

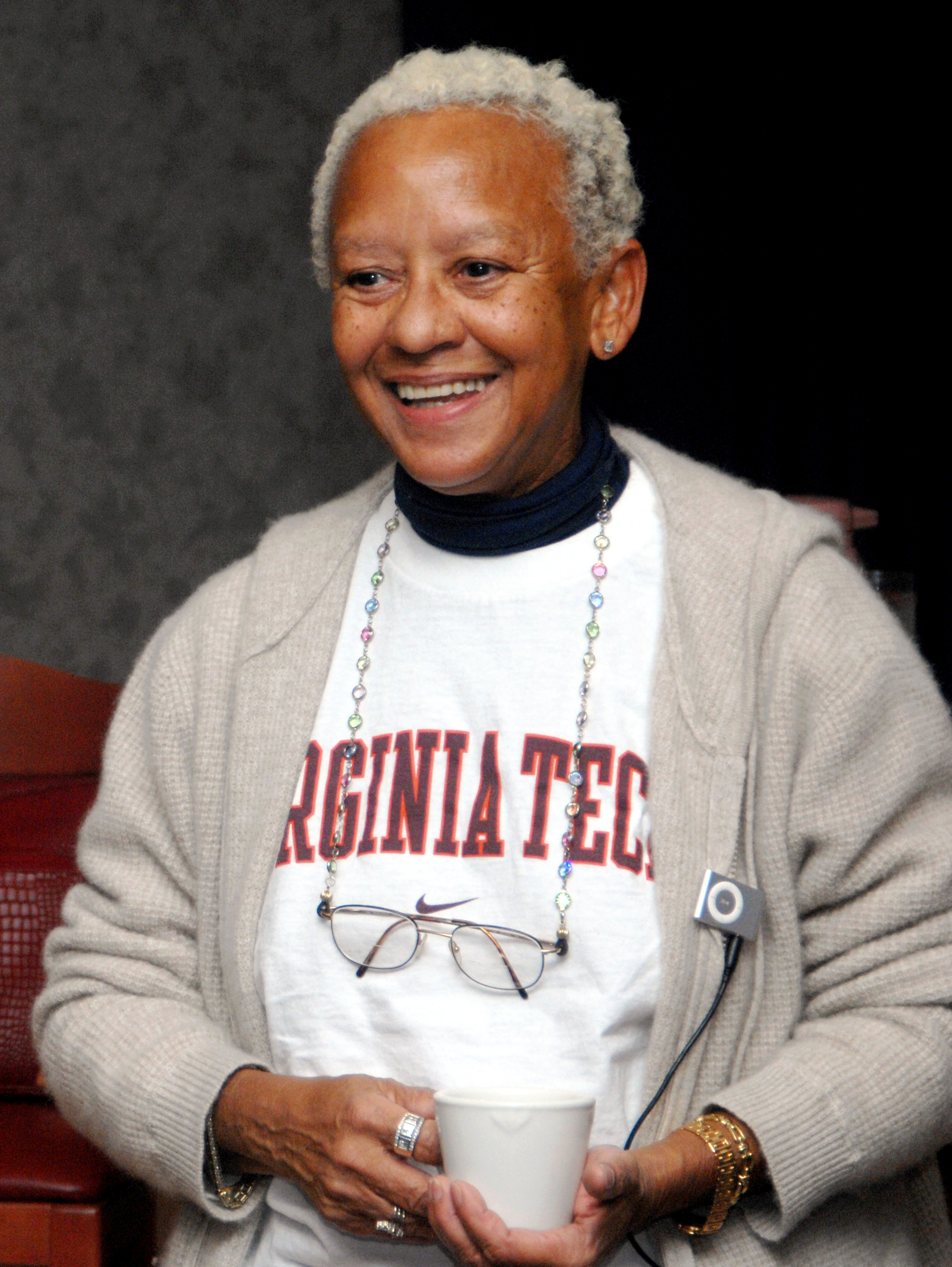
Nikki Giovanni in 2008

De burgerrechtenbeweging en de Black Power-beweging inspireerden haar vroege poëzie: Black Feeling, Black Talk (1968), Black Judgement (1968) en in Re: Creation (1970). Deze werken droegen bij aan de positionering van Giovanni als een nieuwe stem voor Afrikaans-Amerikanen.(30) In "After Mecca": Women Poets and the Black Arts Movement noemde Cheryl Clarke Giovanni een vrouwelijke dichter die een belangrijk onderdeel werd van de burgerrechten- en Black Power-beweging. Giovanni werd algemeen geprezen als een van de beste Afrikaans-Amerikaanse dichters die voortkwam uit de Black Power- en Black Arts-bewegingen uit de jaren zestig. Haar vroege gedichten worden gezien als radicaal en strijdbaarder dan haar latere werk. Haar poëzie wordt beschreven als ‘politiek, spiritueel en sociaal bewust’.  Evie Shockley beschrijft Giovanni als "de belichaming van het uitdagende, onbeschaamd politieke, schaamteloos Afrocentrische BAM-ethos".
Haar werk wordt beschreven als het overbrengen van ‘urgentie in het uiten van de behoefte aan zwart bewustzijn, eenheid en solidariteit.’ Ook Giovanni’s vroege werk wordt gezien als ‘polemisch’ en ‘opruiend’. Voorbeelden van gedichten waarin zij zich met klem uitsprak voor verandering zijn onder meer "The True Import of Present Dialogue Black vs. Negro" (1968), "Poem for Black Boys" (1968) en "A Litany for Peppe" (1970).
Giovanni schreef niet alleen over raciale gelijkheid, ze pleitte ook voor gendergelijkheid. Rochelle Odon stelde zelfs dat ‘Giovanni’s heroriëntatie van de vrouwelijke identiteit op seksualiteit cruciaal was voor de opkomende feministische beweging binnen de zwarte gemeenschap. In het gedicht ‘Revolutionary Dreams’ (1970) gaat Giovanni in op gender en objectivering. Ze schrijft: "Als een vrouw doet wat een vrouw doet als ze natuurlijk is, zou ik een revolutie ontketenen" (regels 14-16). Een ander voorbeeld van een gedicht dat pleit voor seksuele gelijkheid is ‘Woman Poem‘ (1968). In ‘Woman Poem‘ laat Giovanni zien dat de Black Arts Movement en raciale trots voor vrouwen niet zo bevrijdend waren als voor mannen (Virginia Fowler, Introduction to the Collected Works of Nikki Giovanni). In ‘Woman Poem‘ beschrijft Giovanni hoe mooie vrouwen lustobjecten worden "en geen liefde/of liefde en geen seks als je dik bent/terugkomt dikke zwarte vrouw wees een moeder/grootmoeder sterk ding maar geen vrouw." 

## Publicaties

### Poëzie
- Black Feeling, Black Talk (1968)[10]
- Black Judgement (1968)[11]
- Re: Creation (1970)[11]
- Black Feeling, Black Talk/Black Judgement (contains Black Feeling, Black Talk and Black Judgement) (1970)[11]
- My House (1972)[11]
- The Women and The Men (1975)[12]
- Cotton Candy on a Rainy Day (1978)[11]
- Woman (1978)
- Those Who Ride The Night Winds (1983)[11]
- Knoxville, Tennessee (1994)[11]
- The Selected Poems of Nikki Giovanni (1996)[13]
- Love Poems (1997)[11]
- Blues: For All the Changes (1999)[14]
- Quilting the Black-Eyed Pea: Poems and Not Quite Poems (2002)
- The Prosaic Soul of Nikki Giovanni (2003)
- The Collected Poetry of Nikki Giovanni: 1968-1998 (2003)[11]
- Acolytes (2007)
- Bicycles: Love Poems (2009) (William Morrow)[11]
- 100 Best African American Poems (2010) [editor] (Sourcebooks MediaFusion)[11]
- Chasing Utopia: A Hybrid (2013) (HarperCollins)[11]
- A Good Cry: What We Learn From Tears and Laughter (2017) (William Morrow)
- Make Me Rain (2020)

### Kinderboeken
- Spin a Soft Black Song (1971)[11]
- Ego-Tripping and Other Poems For Young People (1973)[11]
- Vacation Time: Poems for Children (1980)[11]
- Ego-Tripping and Other Poems for Young People Revised Edition (1993)
- The Genie in The Jar (1996)
- The Sun Is So Quiet (1996)[11]
- The Girls in the Circle (Just for You!) (2004)
- Rosa (2005)
- Poetry Speaks to Children: A Celebration of Poetry with a Beat (2005) [advisory editor] (Sourcebooks)
- Lincoln and Douglass: An American Friendship  (2008)[11]
- Hip Hop Speaks to Children: A Celebration of Poetry with a Beat (2008) (Sourcebooks)
- The Grasshopper's Song: An Aesop's Fable  (2008)
- I Am Loved (2018)
- A Library (2022) Illustrated by Erin K. Robinson

### Discografie
- Truth Is On Its Way (Right-On Records, 1971)[15]
- Like a Ripple on a Pond (Niktom, 1973)
- The Way I Feel (Niktom, 1975)
- The Reason I Like Chocolate (Folkways Records, 1976)[15]
- Legacies: The Poetry of Nikki Giovanni (Folkways, 1976)[15]
- Cotton Candy on a Rainy Day (Folkways, 1978)[15]
- Nikki Giovanni and the New York Community Choir* (Collectibles, 1993)[15]
- Every Tone A Testimony (Smithsonian Folkways, 2001)[15]
- The Nikki Giovanni Poetry Collection (2002)[15]
- The Gospel According To Nikki Giovanni (Solid Jackson, 2022) with Javon Jackson

### Diversen
- (Redacteur) Night Comes Softly: An Anthology of Black Female Voices, Medic Press (1970)[16]
- Gemini: An Extended Autobiographical Statement on My First Twenty-five Years of Being a Black Poet (1971)[17]
- A Dialogue with James Baldwin (1973)[18]
- (Met Margaret Walker) A Poetic Equation: Conversations between Nikki Giovanni and Margaret Walker (1974)[19]
- (Introductie) Adele Sebastian: Intro to Fine (poems), Woman in the Moon (1985)[20]
- Sacred Cows ... and Other Edibles (essays) (1988)[21]
- (Redacteur, with C. Dennison) Appalachian Elders: A Warm Hearth Sampler (1991)[22]
- (Voorwoord) The Abandoned Baobob: The Autobiography of a Woman (1991)
- Racism 101* (essays, 1994)
- (Redacteur) Grand Mothers: Poems, Reminiscences, and Short Stories about the Keepers of Our Traditions (1994)[23]
- (Redacteur) Shimmy Shimmy Shimmy Like My Sister Kate: Looking at the Harlem Renaissance through Poems (1995)
- (Redacteur) 100 Best African American Poems (2010)[24]
- (Nawoord) Continuum: New and Selected Poems by Mari Evans (2012)
- (Voorwoord) Heav'nly Tidings From the Afric Muse: The Grace and Genius of Phillis Wheatley by Richard Kigel (2017)(Foreword)
- (Uitgelichte artiest) Artemis 2017 (Academic Journal of southwest Virginia) (2017)[25]
- (Voorwoord) Black Ink: Literary Legends on the Peril, Power, and Pleasure of Reading and Writing (2018)

## Prijzen en onderscheidingen
- Keys to more than two dozen American cities, including New York, Miami, Los Angeles, and New Orleans
- State Historical markers in Knoxville, Tennessee, and Lincoln Heights, Ohio
- National Endowment for the Arts Fellowship (1968)[26]
- Harlem Cultural Council (1969)[26]
- Woman of the Year, Ebony Magazine (1970)[26]
- Woman of the Year, Mademoiselle magazine (1971)[26]
- Woman of the Year, Ladies' Home Journal (1972)[26]
- National Association of Radio and Television Announcers Award for Best Spoken Word Album, for Truth Is on Its Way (1972)[26]
- Life Membership & Scroll, National Council of Negro Women (1973)
- Woman of the Year, Cincinnati YWCA (1983)[27]
- Induction in the Ohio Women's Hall of Fame (1985)[27]
- Outstanding Woman of Tennessee (1985)
- Duncanson Artist in Residence, The Taft Museum (1986)[27]
- The Post-Corbett Award (1986)[26][27]
- Ohioana Library Award for Sacred Cows (1988)[26]
- Cecil H. and Ida Green Honors Chair, Texas Christian University (1991)[27]
- Hill Visiting Professor, University of Minnesota (1993)[27]
- Tennessee Writer's Award, The Nashville Banner (1994)[26]
- Tennessee Governor's Award in the Humanities (1996)[27]
- Langston Hughes Award for Distinguished Contributions to Arts and Letters, City College of New York (1996)[27]
- Artist-in-Residence. The Philadelphia Clef Club of Jazz and Performing Arts (1996)[27]
- Contributor's Arts Award, The Gwendolyn Brooks Center for Black Literature and Creative Writing (1996)[26]
- Living Legacy Award, Juneteenth Festival of Columbus, Ohio (1998)[26][27]
- Distinguished Visiting Professor, Johnson & Wales University (1998)[27]
- Appalachian Medallion Award, University of Charleston (1998)[26]
- Cincinnati Bi-Centennial Honoree (1998)[27]
- Tennessee Governor's Award in the Arts (1998)[27]
- National Literary Hall of Fame for Writers of African Descent, the Gwendolyn Brooks Center of Chicago State University (1998)[26]
- Inducted into The Literary Hall of Fame for Writers of African Descent (1999)
- United States Senate Certificate of Commendation (2000)
- 2000 Council of Ideas, The Gihon Foundation (2000)
- Virginia Governor's Award for the Arts (2000)[26]
- Rosa Parks Women of Courage Award, first recipient (2002)[26][27]
- The SHero Award for Lifetime Achievement (2002)[27]
- Inducted into Phi Beta Kappa, Delta of Tennessee chapter, Fisk University (2003)[27]
- The East Tennessee Writers Hall of Fame Award (2004)
- Finalist, Best Spoken Word Grammy (2004)
- Named one of Oprah Winfrey's 25 Living Legends (2005)[28]
- Poet-In-Residence, Walt Whitman Birthplace Association Award (2005)
- Child Magazine Best Children's Book of the Year (2005)
- John Henry "Pop" Lloyd Humanitarian Award (2005)
- ALC Lifetime Achievement Award (2005)[27]
- Delta Sigma Theta sorority (Honorary Member) (2006)
- Caldecott Honor Book Award (2006)
- Carl Sandburg Literary Award (2007)
- National Council of Negro Women Appreciation Award (2007)
- Legacy Award, National Alumni Council United Negro College Fund (2007)
- Legends and Legacies Award (2007)
- Women of Power Legacy Award (2008)
- National Parenting Publications Gold Award (2008)
- Sankofa Freedom Award (2008)
- American Book Award honoring outstanding literary achievement from the diverse spectrum of the American literary community (2008)
- Literary Excellence Award (2008)
- Excellence in Leadership Award from Dominion Power (2008)
- Ann Fralin Award, Taubman Museum of Art (2009)[29]
- Martin Luther King Jr. Award for Dedication and Commitment to Service (2009)[30]
- Art Sanctuary's Lifetime Achievement Award (2010)
- Presidential Medal of Honor, Dillard University (2010)
- Affrilachian Award, University of Kentucky (2011)[31]
- Library of Virginia's Literary Lifetime Achievement Award (2016)
- Maya Angelou Lifetime Achievement Award (2017)[32]
- Ruth Lilly Poetry Prize (2022)[33]